# アイアシ
アイアシ（Phacelurus latifolius）は、単子葉植物イネ科アイアシ属に属する植物。ヨシによく似た植物で、太く節ばった穂をつける。

## 特徴
本種は背が高くなり、1.5mを越えることもある。湿地に群生する姿はヨシにそっくりで、一緒に生えていると一見では区別できないほどである。外見的には、穂が初夏に出ること、それが数本の太い枝だけからなるのがはっきりした特徴である。
地下茎は太くて泥の中を横に這う。あちこちから花茎を立てる。花茎は丈夫で真っすぐに立ち、高さは80-160cm、まばらに節があり、それぞれから葉をつける。葉は長さ20-40cm、やや細長くて硬く、やや粉をふいたように白い緑色。多少つやがあり、主脈は白っぽく見える。縁はざらつかない。これは、細かい鋸歯はあるのだが、その先端が寝ているので引っ掛からないのである。
花序は5-6月頃から出て、秋まで見られる。アシのそれがややススキのように柔らかく広がるのとは全く異なり、5-10本の太い枝がやや掌状に着いたもので、成熟するとそれぞれ節くれ立ち、鳥の足を思わせるほどの妙な姿となる。穂の長さは10-25cm、枝の幅は5mmほど。多数の節があって、それぞれに１対の小穂がつく。ただしそれらは枝に密着しているので目立たない。
小穂は柄の先につく第一小穂とその柄の基部につく、柄のない第二小穂の二つで、形はほとんど変わらない。小穂は長さ8-10mm、先のとがった楕円形。中に二つの小花を含み、先端側の第二小花は両性、基部側の第一小花は雄姓。

## 生育環境と分布

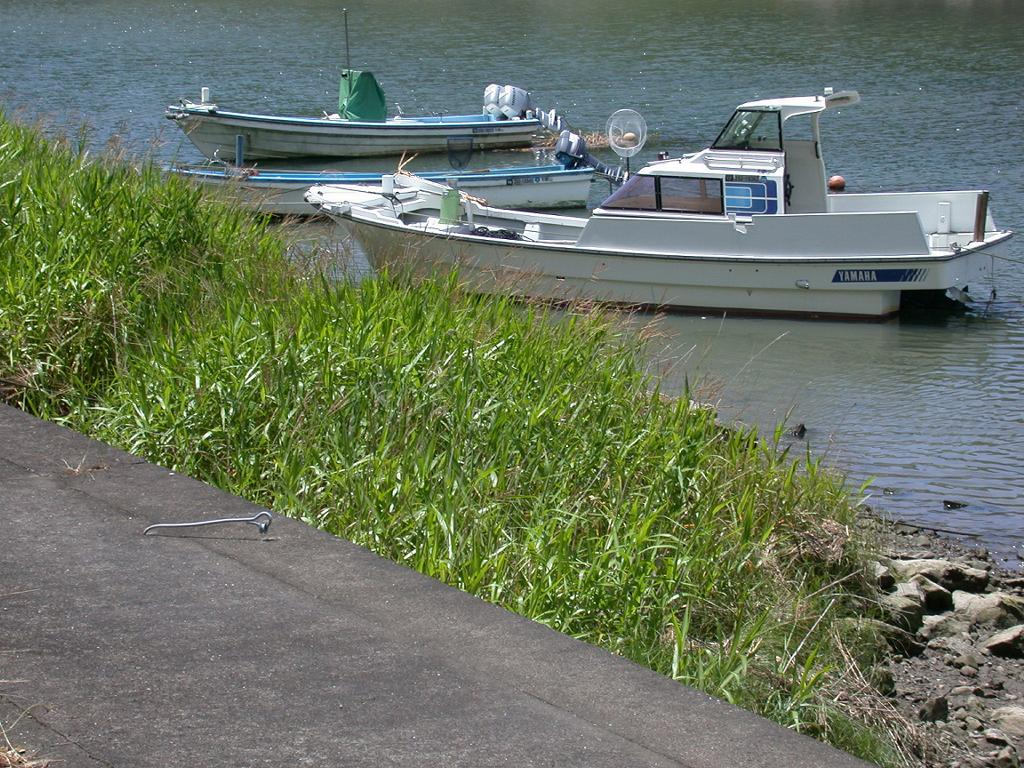
アイアシの群落（和歌山県富田川河口）

河口や海岸に生える。河口の干潟ではアシと一緒に生えることもある。ただしアシのように淡水域にまでは広がらない。また、海岸では時に塩性湿地でない海岸でも小さな群落を見ることがある。
日本では北海道から九州の各地に生えるが、アシよりは生育地は少ない。国外では朝鮮半島、中華人民共和国北部、アムールに分布する。

## 近似種
アイアシ属には地中海からインド、アジアに四種がある。日本にはこの一種のみ。紛らわしいものはない。穂や小穂の構造からはウシノシッペイやカモノハシが近いが、それらははるかに小さくてか細い植物なので、外見的には間違う可能性がない。
むしろ全体の姿はアシと似ている上に、よく一緒に生えているのでややこしい。アイアシの方が小さいが、アシの背丈も結構変わるので、それだけでは区別できない。葉の色がアシの方はやや緑が濃く、つやがなくて主脈が目立たない、といった差はあるが、決め手にはなりにくいかもしれない。したがって、両者の穂が出ていない初夏までの時期にはややこしいが、たいてい両者ともに昨年の穂が枯れて残っているので、その残骸さえあれば確実に区別できる。